# اینوسنت هشتم
پاپ اینوسنت هشتم (به انگلیسی: Innocent VIII) یکی از پاپ‌های کلیسای کاتولیک رم بود که در ایتالیا به دنیا آمد و از ۱۴۸۴ تا ۱۴۹۲ میلادی پاپ بود. جملهٔ معروف: «طاعون و طوفان‌های وحشتناک، نتیجه ای از اعمال زنان جادوگر است.»